# Dějiny Nového Sadu
Dějiny Nového Sadu odrážejí historický vývoj tohoto města, které se stalo jedním z významných srbských sídel a center srbského státu. Novi Sad patří k mladším městům, založen byl na levém břehu Dunaje až roku 1694.

## Vznik města

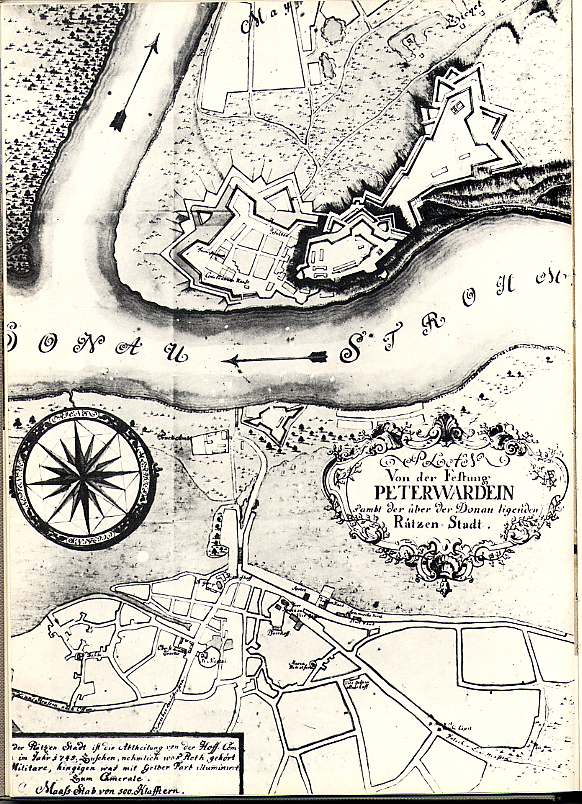
Novi Sad v roce 1745

Město se začalo rozvíjet z osady obchodníků, kteří si postavili příbytky v blízkosti předmostí Petrovaradínské pevnosti na konci 17. století. Jednalo se zpočátku o lidi, kteří uvedené opevnění na břehu Dunaje budovali. Dobový název města byl Racka varoš (přesněji Srbské město, podle staromaďarského označení Rács pro Srby), či také Petrovaradinski Šanac. Na konci 17. století mělo tehdejší sídlo okolo tisíce obyvatel. Vzniklo spontánně po stažení Turků z oblasti v závěru Velké turecké války, důvodem pro vznik v této lokalitě byla blízkost Petrovaradína, který měl jako jedno z mála vyvýšených míst strategický význam. Sídlo plnilo servisní roli pro přítomnost vojska, postupem času začalo přitahovat stále více řemeslníků, což znamenalo jeho rychlý růst.

## Od povýšení na královské město do konce 19. století
Současné jméno Novi Sad (Újvidék v maďarštině) bylo městu uděleno v roce 1748 v souvislosti s jeho povýšením na svobodné královské město Marií Terezií. Stalo se tak padesát let po první zmínce o jeho existenci. V této době se jednalo o město převážně srbské, avšak žili tu také i Maďaři, Němci, Židé, Arméni, Bulhaři, Rusíni a Řekové. Mnozí z nich přišli v souvislosti s kolonizací dolních Uher iniciovanou rakouskou vládou. Z jihu přišli Srbové ale i příslušníci dalších národností, kteří utíkali před Turky. Etnickou různorodost Nového Sadu dokládají tehdejší budovy vystavěné v různých slozích. V roce 1739 měl Novi Sad už okolo pět tisíc obyvatel. Jádro města se začalo rozvíjet v okolí ulice Dunavska a dnešní Dunajského parku. Vzhledem k existenci četných močálů a bažin v blízkosti řeky Dunaje (a slepého ramena, tzv. Dunavace), byl však růst města směrem k veletoku značně omezen.
Rozhodnutí císařovny Marie Terezie, že se Novi Sad stane svobodným královským městem, neznamenalo pouze udělení oficiálního názvu ve všech jazycích, ale také vznik vlastní samosprávy, tedy vznik městského úřadu (magistrátu), se zastupitelstvem a soudním systémem. Byl přijat statut města, který určoval jak má Novi Sad hospodařit a byly vymezeny jeho administrativní hranice (srbsky/maďarsky hatar. Tehdejší město se rozprostíralo na břehu řeky Dunaje od dnešního Futogu přes současné sídliště Liman až k centru dnešního Nového Sadu.
Jak počet obyvatel rostl, rostla i hustota osídlení nejen města samotného, ale i okolní Bačky. Obyvatelstvo, které se živilo především chovem dobytka bylo postiženo neustálým zmenšováním plochy k obživě, na což si stěžoval i novosadský magistrát, nicméně neúspěšně. Ještě před nástupem průmyslu (byť v tehdejších Uhrách značně zpožděný oproti zbytku celé monarchie) byla v Novém Sadu zastoupena značně i výroba textilních výrobků, např. také hedvábí. Z hospodářského hlediska se stal Novi Sad v této době jedním z centrálních míst, v jižní části Uher z hlediska obchodování s obilninami.
V druhé polovině 18. století se v Novém Sadu usídlili někteří lidé, kteří do této oblasti přišli z dnešní Bosny a Hercegoviny. V letech 1771 a 1838 zasáhly město rozsáhlé povodně.
V závěru 18. století se město nachází na mapách tzv. prvního vojenského mapování Habsburské monarchie. Dobře je vidět tehdejší předmostí Petrovaradína s přiléhající vesnicí (Piska varoš), rozsáhlou bažinu (v prostoru, kde se dnes nachází Dunajský park) a dále souvislou městskou zástavbu v oblasti dnešního středu města. Petrovaradínskou pevnost Dunaj obtékal tehdy severněji než dnes (až za Petrovaradínským válečným ostrovem). Petrovaradín byl ještě součástí tzv. vojenské hranice.
V roce 1790 začala v Novém Sadu působit první tiskárna, jejíž vznik zde inicioval Emanuel Janković. V souvislosti s ní zřídil také první knihkupectví. To zásoboval knihami, které pořizoval v Praze, byly v německém a francouzském jazyce. Modernizace města se neobešla bez nepokojů. V roce 1777 bylo rozhodnuto o zákazu tradičních pravoslavných pohřbů, což vedlo k nepokojům místního obyvatelstva.

## První polovina 19. století
Během osmnáctého a devatenáctého století se Novi Sad stal největším městem se srbskou většinou (roku 1820 měl 20 000 obyvatel, dvě třetiny tvořili Srbové).
V této době byl kulturním, politickým a společenským centrem srbské kultury, a to i přesto, že samostatný srbský stát začínal až mnohem dále, na soutoku Dunaje a Sávy, v Bělehradu. V Novém Sadu působily významné osobnosti své doby, které pomáhaly utvářet moderní srbskou kulturu a literaturu, například Jovan Jovanović Zmaj, Laza Kostić, Đorđe Natošević, Ilija Vučetić, Stefan Branovački a další. Vuk Karadžić se o něm zmiňoval jako o největším srbském městě.  Řada aktivně působících osobností našla v Novém Sadu azyl před represivní srbskou vládou. Rozvoj kultury umožnil rozvoj školství, které bylo nezbytné pro manufakturní a později průmyslovou výrobu. Srbští vzdělanci, kteří působili v Novém Sadu, však studovali převážně jinde – ve větších rakousko-uherských městech, v Rusku apod. V polovině 19. století mělo město 3 základní školy, 2 základní katolické školy, dvě srbské církevní školy a jedna řecká škola. Gymnázium bylo otevřeno v roce 1810. V roce 1844 byla otevřena textilní továrna. Roku 1884 byla zprovozněna továrna na kočáry. Ve městě se tehdy nacházelo také několik parních mlýnů.

## Druhá polovina 19. století

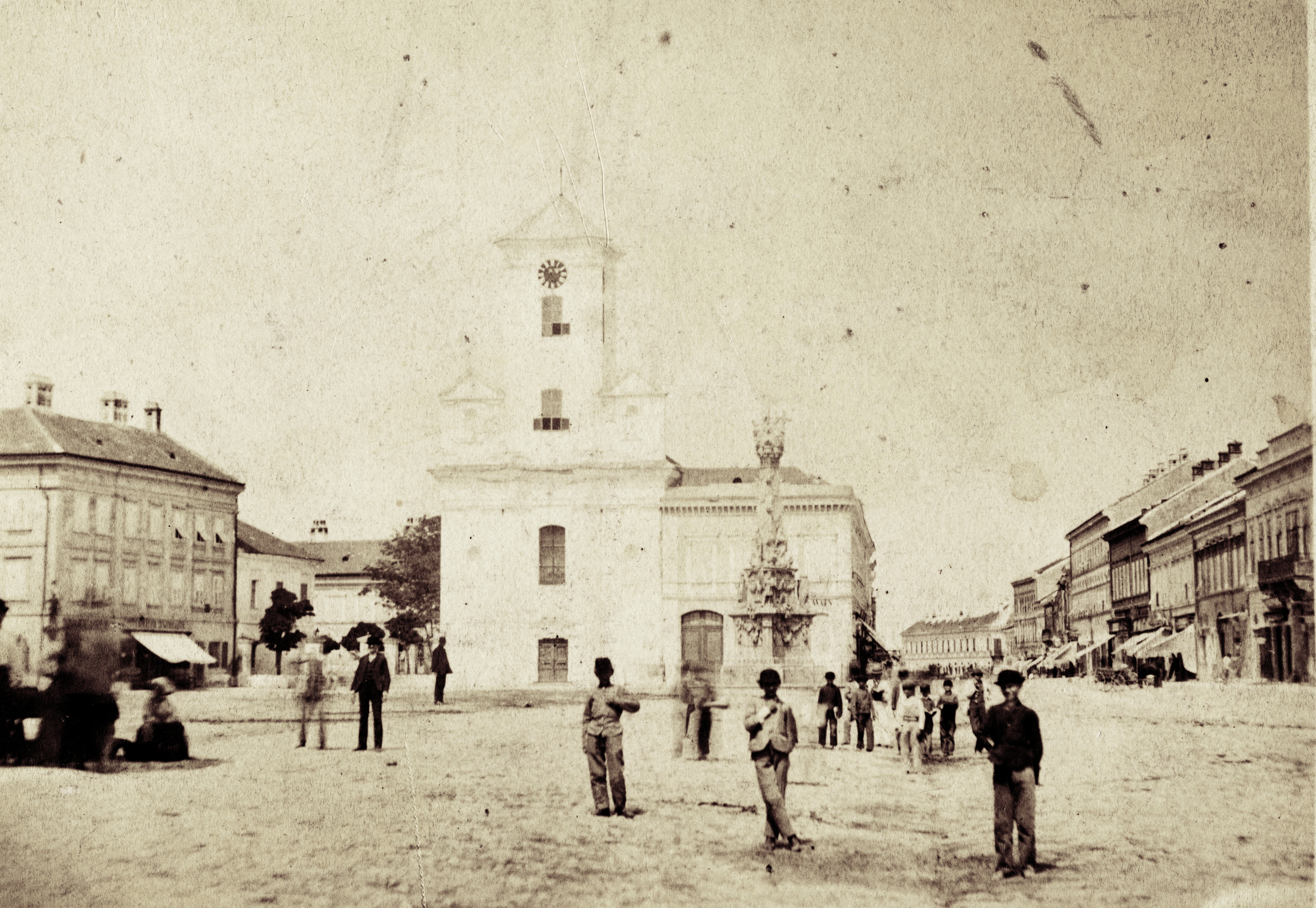
Střed města (dnešní Náměstí svobody) v roce 1892 se Sloupem svaté Trojice v popředí.

V revolučním roce 1848 vybrali novosadští Srbové skupinu zástupců, která měla jednat o vztazích mezi novou maďarskou revoluční vládou a jihouherskými Srby. Ještě v březnu 1848 se uskutečnila demonstrace v Novém Sadu na podporu Maďarů proti rakouské vládě. Dohoda se však nezdařila, což vedlo k eskalaci ve vzájemných vztazích a nakonec ke krvavým střetům. Novi Sad těmito útoky těžce strádal, neboť uherská vzbouřenecká armáda zde provedla vojenskou akci, bombardovala samotné město a Petrovaradínskou pevnost. Mezi civilním obyvatelstvem byly těžké ztráty. Původní podoba města vzala za své; Novi Sad byl od základů přestavěn.
Mezi lety 1849 a 1860 došlo k normalizaci poměrů. Novi Sad těžil ze své pozice mezi srbským státem a Tamišským banátem. Do města se přestěhovala roku 1864 Matice srbská a později zde vzniklo i gymnázium. Mezi významné stavby konce 19. století patří secesní Adamovićův palác, vznikla i řada dalších reprezentativních budov. Také se začalo pracovat na vzniku srbského národního divadla. Vlastní divadlo získal Novi Sad až v 70. letech 20. století. Středem společenského života v této době i místem pro divadelní vystoupení se stal první moderní hotel ve městě – hotel Jelisaveta (dnes Hotel Vojvodina). Stupeň rozvoje města Nového Sadu je dobře patrný z mapy druhého vojenského mapování. Dnešní prostor náměstí Svobody, ulice Zmaj Jovina a Dunajská byly již v podstatě v současné podobě. Rozsáhlá zástavba směřovala odsud směrem na sever a na západ, nikoliv však k Dunaji, kde se nacházely jen louky. Zárodek Dunajského parku a jezera je již dobře patrný. Na západním okraji města (při dnešní kasárnech Archibalda Reisse a Futožské ulici) stála kalvárie.
I druhá polovina 19. století byla pro tehdejší srbskou kulturu překvapivě obdobím romantismu (alespoň v dolních Uhrách). Ta také oslavovala kult Williama Shakespeara a v roce 1864 tak byly v Novém Sadě uspořádány rozsáhlé oslavy 300 let od jeho narození.
V roce 1883 byl otevřen železniční most přes Dunaj a tunel pod Petrovaradínskou pevností. Nová železniční trať umožnila další průmyslový rozvoj města; Novi Sad se lépe napojil nejen s Rakousko-Uherskem, ale i s tehdejším Srbskem a Osmanskou říší, kde byla v téže době budována trať do Soluně. Začala se rozvíjet i první předměstí Nového Sadu, mezi něž patřil např. Telep. Počet obyvatel města překonal metu dvaceti tisíc obyvatel.
V Novém Sadu také došlo v samotném závěru 19. století k rozmachu cyklistiky, roku 1894 zde byl otevřen první obchod s jízdními koly.

## První polovina 20. století
Do 20. století město vstoupilo (stejně jako celé tehdejší Uhersko) v atmosféře ohromného technologického pokroku i velkého ekonomického rozvoje. Město atakovalo hranici třiceti tisíc lidí.
Od roku 1910 byly v provozu i městské jódové lázně (srbsky Gradsko jodnko kupatilo). V roce 1911 byla zprovozněna dodnes populární městská pláž Štrand. Ve stejném roce byla zprovozněna i tramvajová doprava. Myšlenka jejího zřízení se objevila poprvé již roku 1897. Bylo rovněž zavedeno i plynové a později elektrické osvětlení města. V té době mělo město 33 tisíc obyvatel. Z nich bylo okolo jedné třetiny srbské národnosti, 40 % činili Maďaři a zbytek ostatní národnosti, např. Němci. 4 % novosaďanů se přihlásilo k slovenské národnosti.
Ještě před první světovou válkou bylo v lokalitě dnes známé jako Jugovićevo založeno vojenské letiště, od roku 1919 sloužilo jugoslávskému vojenskému letectvu. Později zde vznikla i kasárna. Od roku 1919 působila v Novém Sadu i škola pro letecké piloty.

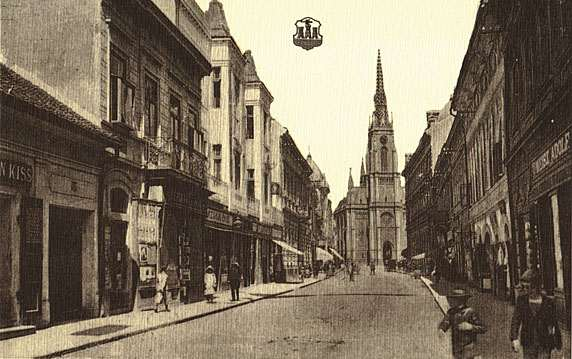
Novi Sad v roce 1920

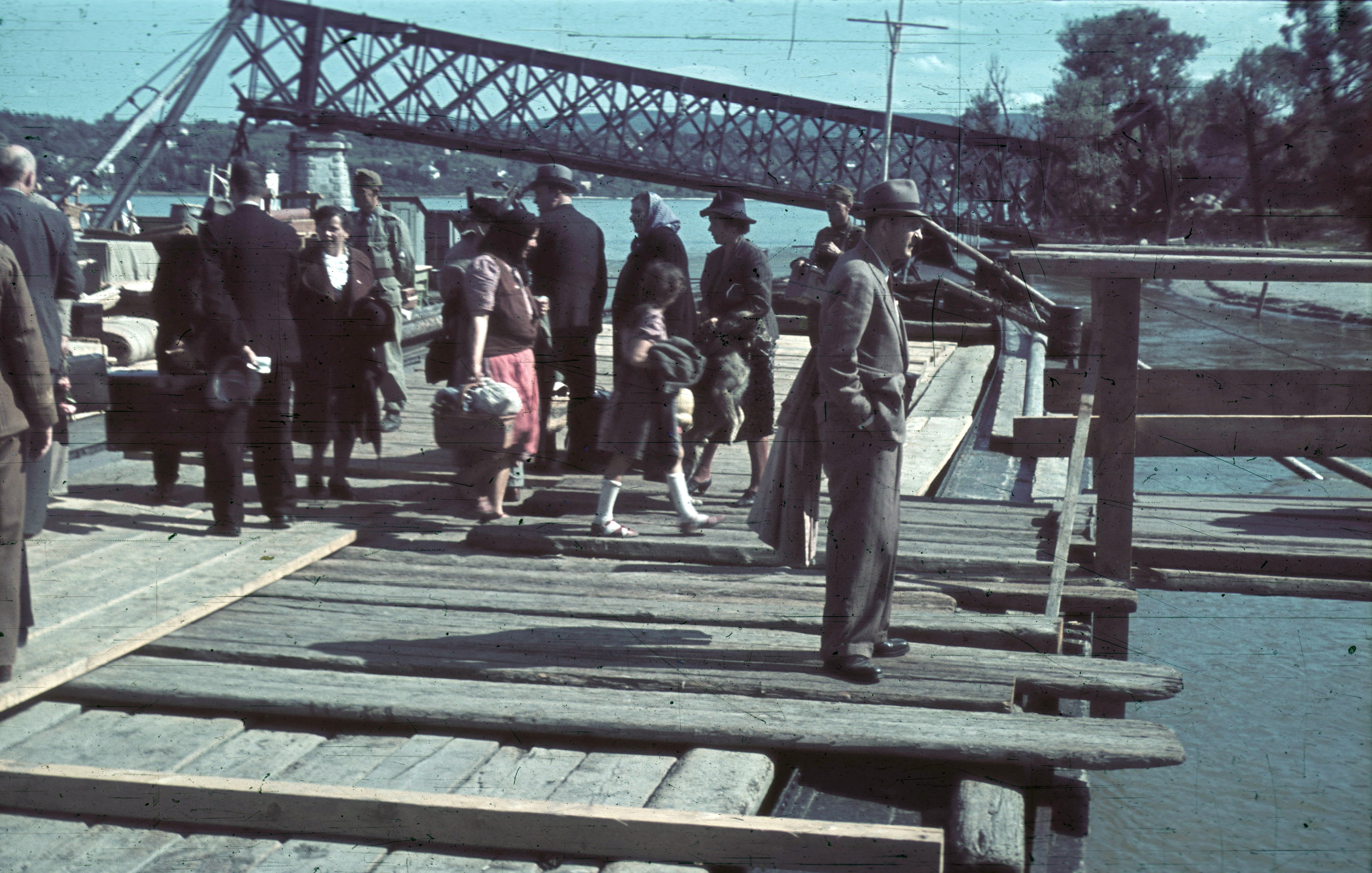
Poškozené mosty po invazi.

Na podzim roku 1918 se Novi Sad ocital v chaosu, který následoval po rozpadu Rakousko-Uherska. Po několika dlouhých letech válečných událostí obsadila město srbská armáda a zavedla vojenskou správu. Ještě předtím se ve městě ale ustanovil Srbský národní výbor, který odsouhlasil připojení města a oblasti k Srbsku. Mimo jiné organizoval domobranu a pokoušel se v posledních dnech Habsburské monarchie v říjnu 1918 udržet v Novém Sadu pořádek.
Novi Sad byl již dříve podle mezinárodních dohod přičleněn formálně ke státu jižních Slovanů, což znamenalo konec dosavadní uherské moci. V královské Jugoslávii se stalo město centrem Dunajské bánoviny, jednoho z devíti administrativních celků, které byly zavedeny v roce 1929. Průmyslový rozvoj i vytvoření nového správního centra v Novém Sadu se projevily velmi rychle na růstu obyvatelstva. Za dvacet let se zdvojnásobil a roku 1931 zde žilo již 64 tisíc lidí. V meziválečném období vzniklo na 20 nových průmyslových podniků, jejich celkový počet se před začátkem války pohyboval okolo osmdesáti. Položeny byly základy např. továrně na výrobu kabelů nebo pozdějšímu gigantu s názvem Jugoalat. Budovaly se celé nové části města (prostor mezi současným centrem a univerzitním kampusem), dařilo se službám a budovaly se první hotely. Moderní obchodní dům své doby představoval např. Tanurdžićův palác na Náměstí svobody v centru města. Až v roce 1931 byl přijat v rámci královské Jugoslávie stavební zákon, takže veškerá výstavba vznikala ještě na základě předpisů a regulí z dob Rakousko-Uherska. V roce 1938 město vydalo vlastní předpisy (srbochorvatsky Privremeni pravilnik za građenje)
V roce 1937 získalo město nový územní plán, který vzešel ze soutěže celkem 13 přihlášených návrhů. Vybráno bylo modernistické pojetí města podle Branka Maksimoviće. Mezi některé neúspěšné návrhy patřily např. plány architekta Juraje Neidharta, které počítaly rovněž s dlouhými bulváry a novými čtvrtěmi, např. v oblasti dnešního Petrovaradína nebo Sremské Kamenice. Neidhardt také navrhl přestavbu historického centra města, kde by původní domy z doby uherské nadvlády nahradily modernistické vícepatrové paláce a velkolepé třídy. Maksimović předpokládal rozvoj města v lokalitě Mišeluk a vznik nového průmyslové oblasti severně od kanálu DTD. V rámci průmyslové výroby se angažovalo také i meziválečné Československo, které zřídilo podnik s názvem Jugočeška a v Novém Sadu byl postaven sklad, který dodnes nese název Češki magacin (Český sklad). Ve 30. letech prodával své boty v Novém Sadu také Baťa, který je vyráběl v závodu později známém jako Borovo u Vukovaru. Úspěšný obchodní model českého podnikatele nicméně znamenal těžkou konkurenci pro místní výrobce a v Novém Sadu se v polovině 30. let uskutečnila řada demonstrací proti firmě Baťa.
Polovina obyvatelstva se řadila k různým jihoslovanským národnostem, 4 tisíce obyvatel byly Němci, 17 tisíc Maďaři a několik set potom patřilo k dalším národnostem (např. Albáncům apod.)
Krátce po vpádu Německa do Jugoslávie a rozpadu státu byl Novi Sad obsazen a přičleněn k fašistickému Maďarsku, podobně jako předtím jižní Slovensko, Podkarpatská Rus, Sedmihradsko a Prekmurje. Budapešť se touto snahou pokoušela odčinit drastické zmenšení svého území, s kterým musela souhlasit po Trianonské smlouvě. Novi Sad se stal městem pohraničním, jižně od něj již začínal chorvatský ustašovský stát. Maďarští fašisté uplatňovali proti Srbům a hlavně Židům kruté represe, docházelo k četným masakrům. Válečné události vedly k četným škodám na infrastruktuře města, včetně stržení několika mostů a poškození nemalého počtu budov.

## Druhá polovina 20. století

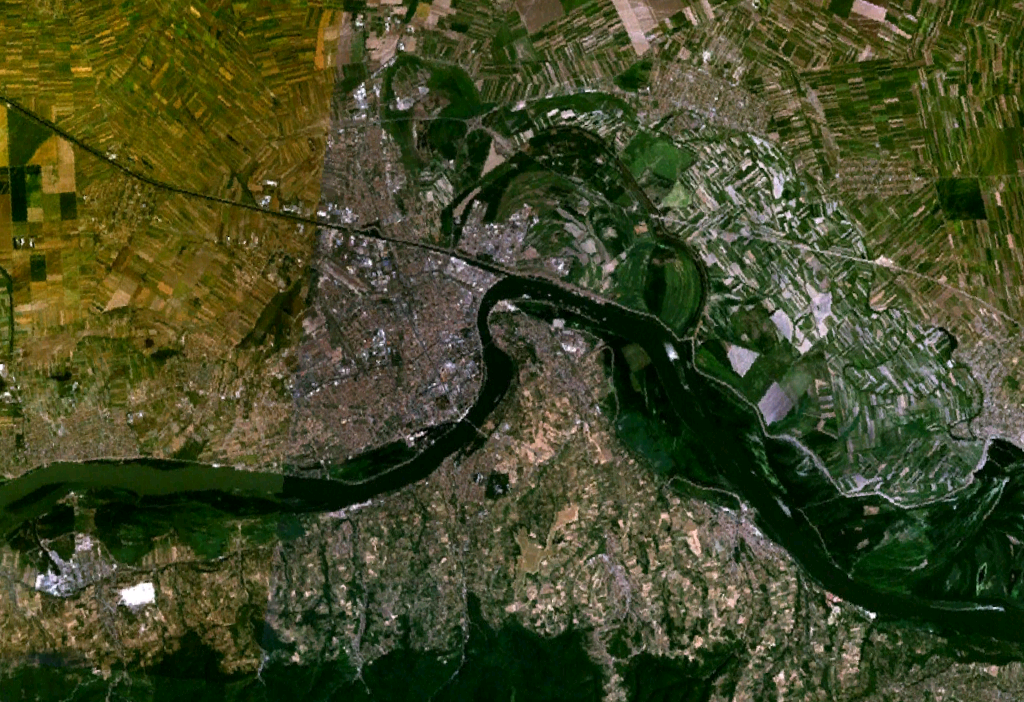
Satelitní snímek dnešního Nového Sadu

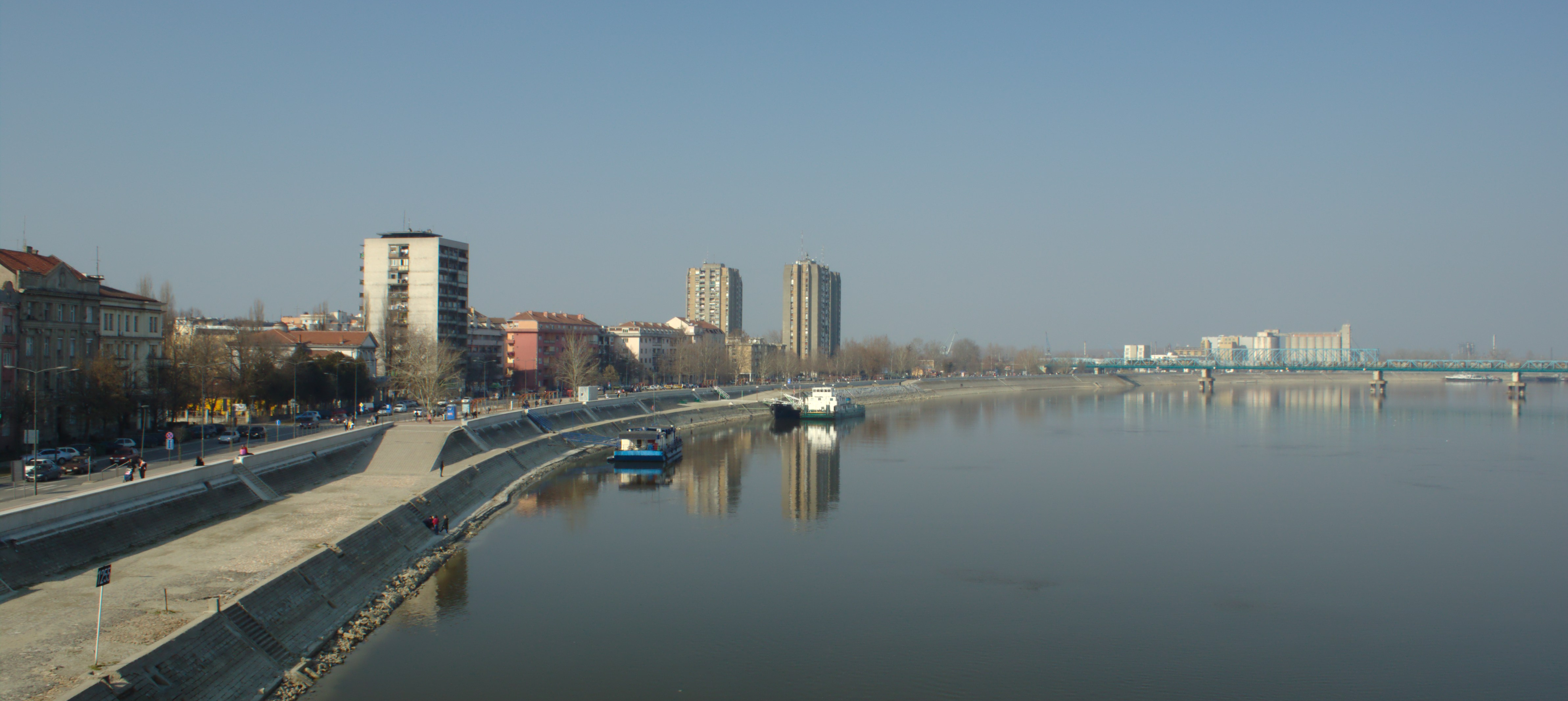
Došlo k úplné změně podoby nábřeží Dunaje.

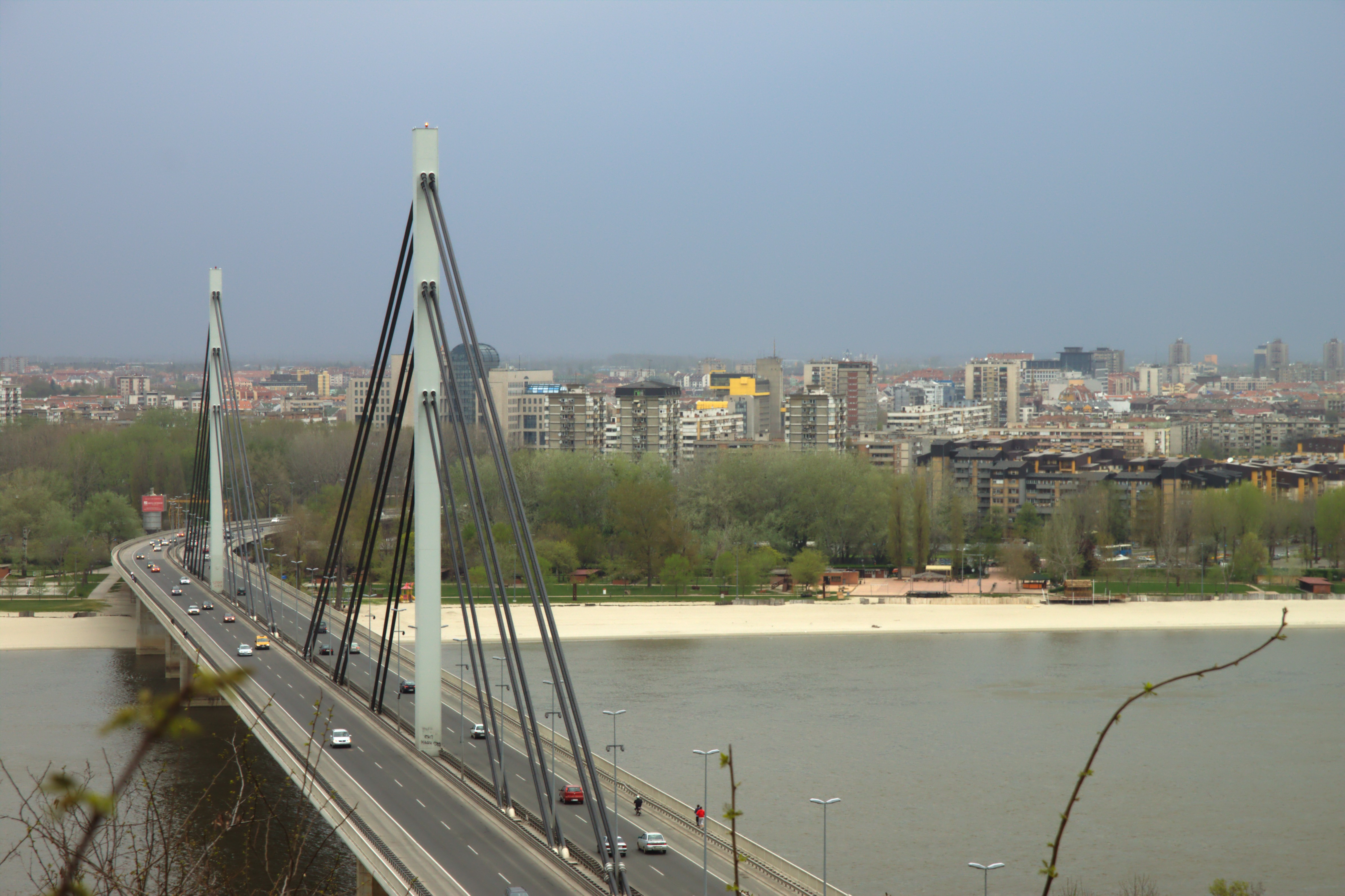
Vybudována byla řada panelových sídlišť, např. Liman apod.

Osvobození přišlo až 23. října 1944, po spojeneckém bombardování. Moci nad městem se chopily partyzánské síly. Vyhánění fašistů a ustanovení komunistické moci se neobešlo bez problémů. Německé obyvatelstvo, které čítalo v nově vznikající autonomní oblasti Vojvodina značné procento, bylo odsunuto do Rakouska, židé z Nového Sadu a okolí odešli do nově vznikajícího státu Izrael. Město bylo po válce dost poničeno, nástup komunistů a vynucená kolektivizace ohrožovaly zemědělskou produkci. Do obnovy Nového Sadu byly zapojeny do jisté míry mládežnické brigády.
Komunistická správa Jugoslávie učinila z města metropoli Vojvodiny, autonomní jednotky uvnitř Srbska, které se nyní stalo socialistickou republikou jugoslávského státu.
Přes tyto nemalé přesuny byl Novi Sad i nadále etnicky velmi různorodým městem, kde hlavní menšinu tvořili stále Maďaři, nemalá byla ale i komunita například Slováků.[zdroj?] Počet nejihoslovanských menšin však začal klesat poté, co během let socialistické výstavby začalo být do Vojvodiny dosidlováno různé obyvatelstvo ze všech koutů SFRJ.
V roce 1950 byl schválen nový územní plán metropole autonomní oblasti. Ten počítal s rozsáhlou přestavbou. Kromě modernizace města se středoevropským jádrem předpokládal vznik nových tříd, lepší dopravní napojení a mimo jiné také zřízení nových průmyslových zón, které byly realizovány na okrajích města a v Petrovaradíně. Cílem bylo odstranit průmysl ze středu města (i samotné centrum se rozšířilo v porovnání s tím, co za něj bylo považováno ještě před padesáti lety) a také umožnit vznik nových průmyslových podniků, např. Pobeda. V padesátých letech bylo v průmyslu zaměstnáno okolo deseti tisíc lidí a počet obyvatel Nového Sadu se pohyboval okolo sta tisíc. Realizace všech projektů rozvoje byla omezená několika faktory: jednak se jednalo o ekonomický propad během první jugoslávské pětiletky a jednak taky skutečnost, že Novi Sad a autonomní oblast Vojvodina byly vnímány jako více rozvinuté oblasti země, a proto nebyly pro nové investice natolik prioritní, jako např. města v Bosně a Hercegovině nebo v Černé Hoře. Navíc byla za problematickou vnímána i blízkost k hranici s Maďarskem a Rumunskem, v té době zemí, které měly blízko k SSSR.
V 60. letech byl např. v západní části města po etapách vybudován monumentální Bulvár Osvobození, kolem kterého vznikla řada moderních věžových i jiných domů. Přestavěn byl také železniční uzel; na konci bulváru vzniklo nové nádraží (železniční i autobusové). Z řady dalších hledisek se město začalo dynamicky rozrůstat. Stalo se klíčovým centrem jak v oblasti školství (za pomoci Bělehradské univerzity byla v roce 1960 založena v Novém Sadu univerzita) a vycházela celá řada deníků, později i regionální televize. Od roku 1956 se ve městě konají Novosadské divadelní hry. Zřízeno bylo také i muzeum Vojvodiny, a to oddělením některých sbírek matice Srbské. Od roku 1958 zde působí i Galerie Matice srbské.
V roce 1965 zasáhla Novi Sad povodeň, po které byl na městském břehu Dunaje zbudován násyp s promenádou, který také slouží jako protipovodňový val. První fáze násypu vznikla po roce 1965, a druhá část mezi Mostem Svobody) a centrem města byla dokončena roku 1978. V obdobné době byla také přeložena i část kanálu DTD dále od středu města. V uvolněné lokalitě v místní části Podbara byly vybudovány nové panelové domy a na břehu nového úseku kanálu potom průmyslové závody. V souvislosti s politickými změnami jugoslávské federace se od roku 1974 zvýšil význam Nového Sadu, což přilákalo další nové investice a výstavbu.
V roce 1981 byl otevřen SPENS, obchodní a sportovní středisko, které se proslavilo pořádáním celé řady mezinárodních utkání, například v basketbalu. Ve stejném roce byla dokončena i zdejší centrální teplárna. Ještě v témže roce získalo město i novou budovu divadla. V roce 1985 byl otevřen Most Svobody, již třetí most přes Dunaj.
V roce 1988 byl Novi Sad centrem tzv. Jogurtové revoluce, která znamenala de facto převrat[zdroj?] ve vedení autonomní oblasti Vojvodina a faktické ukončení její autonomie.
Po rozpadu Jugoslávie zůstaly ve svazku pouze Srbsko a Černá Hora. Tehdejší režim Slobodana Miloševiće, který Svazovou republiku Jugoslávie přivedl do mezinárodní izolace, zmobilizoval v Novém Sadu hlavně studenty, ale rovněž i veřejnost. Na přelomu let 1996 a 1997 se konaly početné demonstrace. Miloševićovi příznivci se shromažďovali často na prostranství severně od obchodně-sportovního komplexu SPENS. Devadesátá léta znamenala pro rozvoj Nového Sadu mimo jiné i vznik různých pseudosatelitních kolonií, které vznikaly bez jakéhokoliv plánování, často se jednalo o černé stavby.
Přelomovou událostí v dějinách města bylo také letecké bombardování vojsky NATO za kosovské války na jaře 1999, které vedlo k poškození infrastruktury, včetně zničení tří novosadských mostů, výpadků elektrické energie a vodovodní sítě. Poškození Mostu Svobody vedlo k výpadkům dodávek vody v nedaleké nemocnici ve Sremské Kamenici. Bombardovány byly i průmyslové podniky. např. novosadská rafinerie byla bombardována každý den, což vedlo kromě ekonomických k významným škodám i na životním prostředí.[zdroj?] Cílem byly také i objekty regionální televize v lokalitě Mišeluk a televzní věž Iriški Venac. Některé bomby poškodily obytné části města.

## 21. století

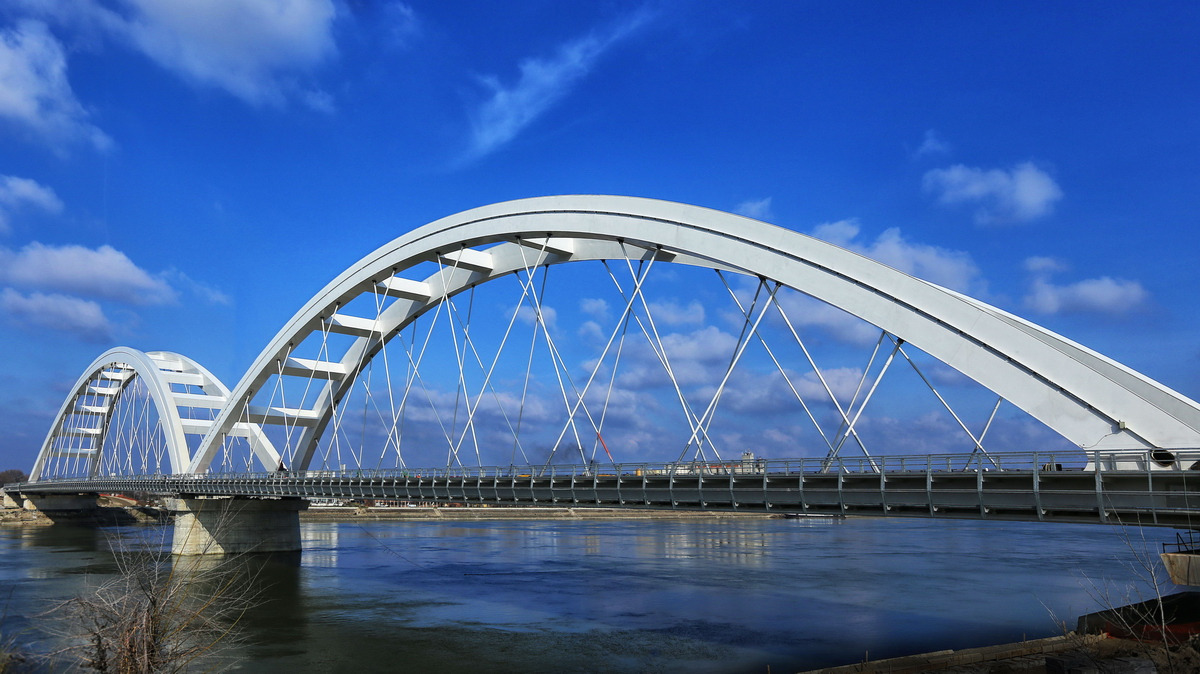
Jeden z obnovených mostů přes Dunaj.

Po politických změnách a konci vlády Slobodana Miloševiće se Srbsko otevřelo světu. V zemi došlo k alespoň částečné stabilizaci ekonomických a později i zahraničně-politických poměrů, v Novém Sadu však vyvstala otázka obnovy poničené infrastruktury. 
Postupně byly obnoveny všechny tři mosty, nejprve dočasně a později trvale (poslední z nich, Žeželjův most byl ve své původní podobě dokončen roku 2018). Dobudován byl i areál místní univerzity (vznikem nové budov rektorátu). Město získalo vlastní dálnici ve směru na sever do Subotici, dokončenou v 2. dekádě 21. století a na jih do Bělehradu. 
Atraktivita města pro život znamenala velký příliv obyvatel především v druhé a třetí dekádě 21. století. Díky tomu byl Novi Sad jedním z největších stavenišť v celém Srbsku. Zatímco v roce 2002 mělo město 299 294 obyvatel, roku 2008 tento počet vzrostl na 335 381. Díky vyšší životní úrovni ve srovnání se zbytkem země (a výjimkou Bělehradu) má Novi Sad přirozený přírůstek obyvatelstva jako jedno z mála míst v Srbsku.
V druhé dekádě 21. století probíhala přirozená obnova města. Byl vyměněn např. vozový park místních autobusů a upraven veřejný prostor. Rekonstruovány byly četné ulice a náměstí (např. divadelní náměstí u budovy divadla, Náměstí republiky (Rybí trh), Petrovaradínská pevnost apod. V roce 2020 procházelo rekonstrukcí také místní hlavní nádraží a související železniční trať do Subotice a Bělehradu. Některé starší budovy (např. Kasárna Archibalda Reisse nebo Budova dělnické univerzity) byly zcela přestaveny.